# L'Exercice de l'État
Ne doit pas être confondu avec L'Exercice du pouvoir.
Pour plus de détails, voir Fiche technique et Distribution.
L’Exercice de l’État est un film franco-belge écrit et réalisé par Pierre Schoeller, sorti le 26 octobre 2011.

## Synopsis
Au Ministère des Transports, au lever du jour, des kurokos préparent le bureau du ministre tandis que d'autres escortent une jeune femme nue, qui entre dans la pièce principale, puis avance à quatre pattes et plonge tête la première dans la gueule grande ouverte d'un crocodile.
C'était un rêve. Le ministre des Transports, Bertrand Saint-Jean, est réveillé en pleine nuit pour une urgence : un accident de bus s'est produit sur une route départementale.
Le gouvernement français souhaite mener un plan de privatisation de gares ferroviaires. Bertrand Saint-Jean est appelé à jouer un rôle majeur dans cette réforme. Pourtant il la désapprouve, tout comme son équipe, en particulier son directeur de cabinet Gilles.
Bertrand est tiraillé entre sa fidélité au Premier ministre et ses convictions. Il continue à espérer que le président interviendra et imposera une réforme atténuée, car la privatisation est très impopulaire. Devant les hésitations de Bertrand, son équipe menace de démissionner.
En parallèle, pour porter une réforme d'inclusion et de retour à l'emploi, il engage Martin Kuypers, chômeur, comme chauffeur. Des liens se tissent entre les deux hommes, n'effaçant pas leur écart de statuts sociaux, ni les réserves de Martin à l'égard de Bertrand. Lorsque ce dernier insiste pour que Martin prenne une route en travaux, pour arriver à l'heure à son rendez-vous, la voiture fait une embardée, causant la mort de Martin. La confrontation entre sa femme et Bertrand révèle encore plus l'écart social entre leurs deux univers, annonçant la suite des évènements et la solitude progressive de Bertrand.
Le Premier ministre décide que cinq gares secondaires serviront d'expérience pour la réforme. La pression sur Bertrand devient telle que, dans un cauchemar, il se suicide après avoir reçu la liste comprenant cinq des plus prestigieuses gares françaises. Finalement, Gilles vient assurer Bertrand qu'il restera à ses côtés jusqu'au bout dans son combat pour mener la réforme tout en la rendant la plus acceptable possible.
Le Président convoque alors Bertrand pour présenter sa décision. Loin d'atténuer la réforme, il la valide telle quelle et ne laisse aucun pouvoir à Bertrand pour l'aménager : son rôle sera uniquement de conduire et de défendre la réforme face aux opposants.
Opposé à cette réforme, Gilles demande sa réintégration dans le corps préfectoral dont il est issu. C'est en attendant sa nomination qu'il apprend de Bertrand enjoué que ce dernier vient d'être nommé ministre de l'Emploi et des Solidarités. Bertrand et Gilles à l'Élysée, découvrent à la télévision le saccage de la sous-préfecture de Compiègne par des grévistes de Continental (fait réel du 21 avril 2009) et comprennent que le nouveau poste sera aussi désagréable que le précédent. Bertrand demande à Gilles de rester avec lui pour « accomplir de grandes choses ». Le Président exige de Bertrand « du sang neuf » en lui présentant une liste de possibles directeurs de cabinet qui exclut spécifiquement Gilles.
La dernière image montre Gilles quittant seul le palais de l'Élysée. Bertrand est désormais seul.

## Fiche technique
- Titre original : L'Exercice de l'État
- Titre international : The Minister
- Réalisation : Pierre Schoeller
- Scénario : Pierre Schoeller
- Photographie : Julien Hirsch
- Son : Olivier Hespel, Julie Brenta et Jean-Pierre Laforce
- Costumes : Pascaline Chavanne
- Montage : Laurence Briaud
- Musique : Philippe Schœller
- Production : Denis Freyd, Jean-Pierre et Luc Dardenne
  - Production exécutive : André Bouvard
- Sociétés de production : Archipel 35, Les Films du Fleuve, France 3 Cinéma, en association avec la SOFICA Cofinova 7
- Pays d'origine :  France et  Belgique
- Langue originale : français
- Durée : 115 minutes
- Dates de sortie :
  - France : 19 mai 2011 (Festival de Cannes) ; 26 octobre 2011 (sortie nationale)
  - Belgique : 22 novembre 2011

## Distribution
- Olivier Gourmet : Bertrand Saint-Jean, le ministre des Transports
- Michel Blanc : Gilles, le directeur de cabinet du ministre
- Zabou Breitman : Pauline, la directrice de communication du ministre
- Laurent Stocker : Yan
- Sylvain Deblé : Martin Kuypers, le chauffeur silencieux
- Didier Bezace : Dominique Woessner, le collègue de promotion de Gilles
- Jacques Boudet : le sénateur Juillet
- François Chattot : le ministre de la Santé, Falconetti
- Gaëtan Vassart : Loïk
- Arly Jover : Séverine Saint-Jean, la femme de Bertrand
- Éric Naggar : le Premier ministre
- Anne Azoulay : Josepha, la compagne de Kuypers
- Abdelhafid Meltasi : Louis-Do
- Christian Vautrin : Nemrod
- François Vincentelli : le ministre du Budget, Peralta
- Stéphan Wojtowicz : le président de la République
- Philippe du Janerand : le secrétaire général de la Présidence de la République
- Ludovic Jevelot : Tintin, le chauffeur jeune papa
- Marc-Olivier Fogiel : lui-même
- Gilles Bellomi : le commandant des pompiers
- Brigitte Lo Cicero : la femme nue du rêve crocodile
- Jade Phan-Gia : Kenza
- Brice Fournier : le député Prade
- François Berland : Guillemot, patron de la SNCF
- Marine Faure : Gwenaëlle
- Emmanuel Gayet : Morange
- Réginald Huguenin : le préfet des Ardennes
- Nicolas Jouhet : le délégué syndical
- Serge Noel : Mougins
- Régis Romele : le manifestant

## Production

### Pré-production
Pour préparer son rôle, Olivier Gourmet a suivi pendant une journée le ministre de la Culture et de la Communication Frédéric Mitterrand.

### Lieux de tournage
Certaines scènes ont été tournées dans les environs de Mâcon, en particulier l'accident de voiture du ministre.

### Musique
Sauf indication contraire, les informations mentionnées dans cette section peuvent être confirmées par le générique de fin de l'œuvre audiovisuelle présentée ici, ainsi que par la base de données cinématographiques IMDb,  présente dans la section « Liens externes ».
La musique originale du film a été composée par Philippe Schoeller, frère de Pierre Schoeller, le réalisateur du film.
Musiques additionnelles :
- Le Baiser - Alain Souchon
- Relator - Scarlett Johansson et Pete Yorn
- Ave Maria - Libera Me - Cuncordu de Orosei, interprété par Passio
- Sinister Minister - Jefferson Lembeye

## Réception
Le film est reçu très positivement par la critique.
France Inter se montre élogieux et écrit que si « le cinéma français n’est pas forcément très à l’aise avec le cinéma politique [...] ce coup d'essai de Pierre Schoeller est un coup de maître ». Le Monde se montre tout aussi laudateur, soutenant que « cette réussite met cruellement en perspective tout ce qui manquait à La Conquête, de Xavier Durringer, pour convaincre ». Libération accueille positivement le film et estime que « le film a quelque chose d’impérieux et de survolté (inhabituel dans le cinéma français), opérant une synthèse rare entre excitation narrative pure et regard critique sans pitié ». L'Express écrit un article listant cinq raisons pour lesquelles il faut aller voir le film. Le Figaro écrit plusieurs articles sur le film.

## Distinctions

### Récompenses
- Prix FIPRESCI, catégorie Un certain regard  au Festival de Cannes 2011
- Valois de la mise en scène au Festival du film francophone d'Angoulême 2011
- Prix du scénario au Festival de Namur 2011
- Lauréat du 22e prix des Auditeurs du Masque et la Plume, dans la catégorie film français[9],[10]
- Prix du meilleur film français du syndicat de la critique de cinéma
- 37e cérémonie des César : 
  - César du meilleur acteur dans un second rôle - Michel Blanc
  - César du meilleur scénario original - Pierre Schoeller
  - César du meilleur son – Olivier Hespel, Julie Brenta et Jean-Pierre Laforce
- 3e cérémonie des Magritte (2013) :
  - Magritte du meilleur film étranger en coproduction
  - Magritte du meilleur acteur pour Olivier Gourmet
  - Magritte du meilleur son

### Nominations et sélections

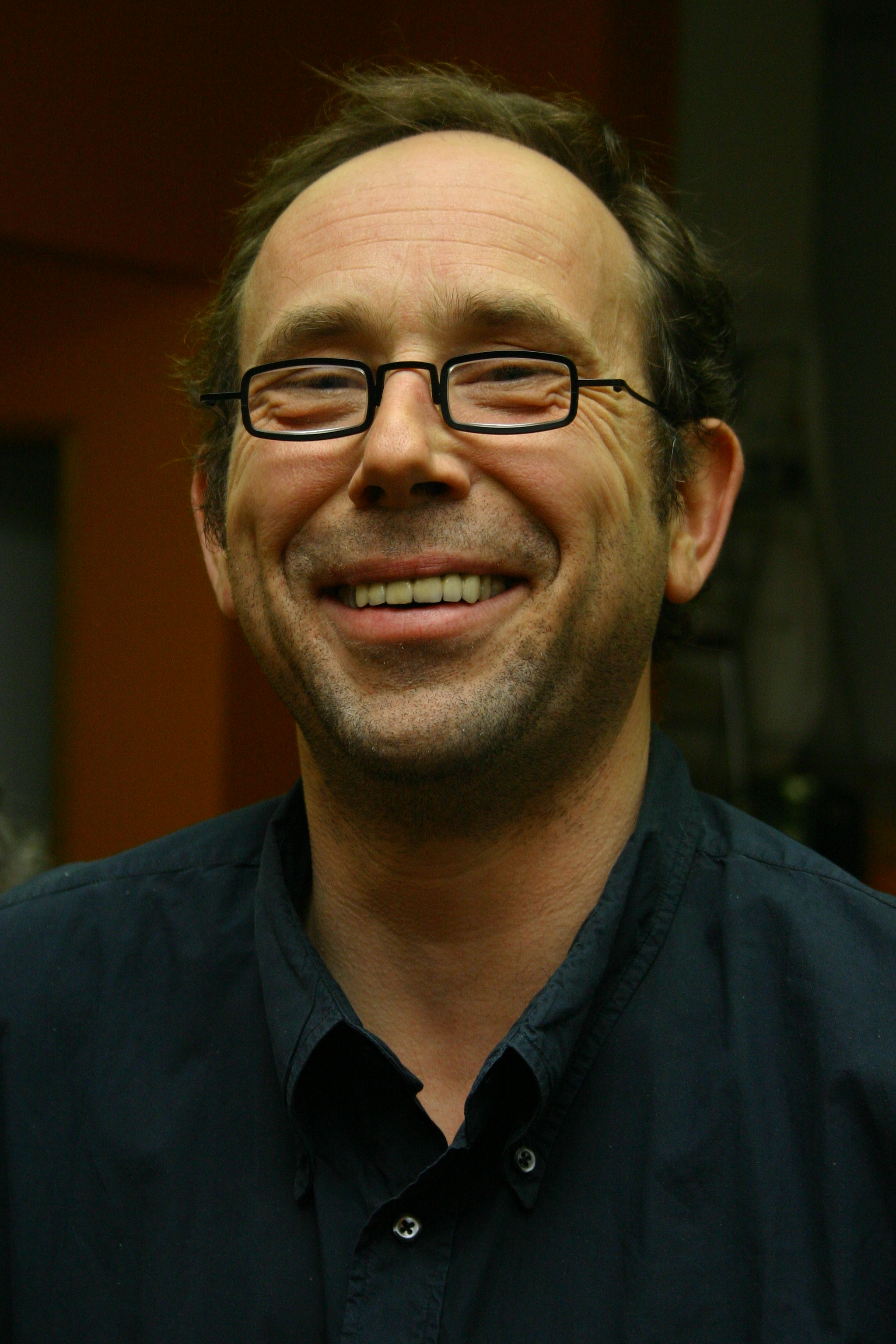
Olivier Gourmet incarne Bertrand Saint-Jean, le ministre des Transports.

- Sélectionné au Festival de Cannes 2011, section Un Certain Regard
- César du cinéma 2012[11] : 
  - César du meilleur film – réalisé par Pierre Schoeller, produit par Denis Freyd
  - César du meilleur réalisateur – Pierre Schoeller
  - César du meilleur acteur – Olivier Gourmet
  - César de la meilleure actrice dans un second rôle – Zabou Breitman
  - César de la meilleure musique originale – Philippe Schoeller
  - César de la meilleure photographie – Julien Hirsch
  - César des meilleurs décors – Jean-Marc Tran Tan Ba
  - César du meilleur montage – Laurence Briaud
- 3e cérémonie des Magritte (2013) :
  - Magritte des meilleurs costumes